# Liste der Kulturdenkmale in Höckendorf (Glauchau)
Die Liste der Kulturdenkmale in Höckendorf (Glauchau) enthält die in der amtlichen Denkmalliste des Landesamtes für Denkmalpflege Sachsen ausgewiesenen Kulturdenkmale im Glauchauer Ortsteil Höckendorf.

## Legende
- Bild: Bild des Kulturdenkmals, ggf. zusätzlich mit einem Link zu weiteren Fotos des Kulturdenkmals im Medienarchiv Wikimedia Commons. Wenn man auf das Kamerasymbol klickt, können Fotos zu Kulturdenkmalen aus dieser Liste hochgeladen werden:
- Bezeichnung: Denkmalgeschützte Objekte und ggf. Bauwerksname des Kulturdenkmals
- Lage: Straßenname und Hausnummer oder Flurstücknummer des Kulturdenkmals. Die Grundsortierung der Liste erfolgt nach dieser Adresse. Der Link (Karte) führt zu verschiedenen Kartendiensten mit der Position des Kulturdenkmals. Fehlt dieser Link, wurden die Koordinaten noch nicht eingetragen. Sind diese bekannt, können sie über ein Tool mit einer Kartenansicht einfach nachgetragen werden. In dieser Kartenansicht sind Kulturdenkmale ohne Koordinaten mit einem roten bzw. orangen Marker dargestellt und können durch Verschieben auf die richtige Position in der Karte mit Koordinaten versehen werden. Kulturdenkmale ohne Bild sind an einem blauen bzw. roten Marker erkennbar.
- Datierung: Baubeginn, Fertigstellung, Datum der Erstnennung oder grobe zeitliche Einordnung entsprechend des Eintrags in der sächsischen Denkmaldatenbank
- Beschreibung: Kurzcharakteristik des Kulturdenkmals entsprechend des Eintrags in der sächsischen Denkmaldatenbank, ggf. ergänzt durch die dort nur selten veröffentlichten Erfassungstexte oder zusätzliche Informationen
- ID: Vom Landesamt für Denkmalpflege Sachsen vergebene, das Kulturdenkmal eindeutig identifizierende Objekt-Nummer. Der Link führt zum PDF-Denkmaldokument des Landesamtes für Denkmalpflege Sachsen. Bei ehemaligen Kulturdenkmalen können die Objektnummern unbekannt sein und deshalb fehlen bzw. die Links von aus der Datenbank entfernten Objektnummern ins Leere führen. Ein ggf. vorhandenes Icon  führt zu den Angaben des Kulturdenkmals bei Wikidata.

## Höckendorf
| Bild                                    | Bezeichnung                                                                                          | Lage                              | Datierung             | Beschreibung | ID       |
| --------------------------------------- | --- | --------------------------------- | --------------------- | --- | -------- |
| Direkt Bild zu diesem Denkmal hochladen | Scheune eines ehemaligen Dreiseithofes                                                               | Höckendorfer Weg 54b (Karte)      | um 1800               | Baugeschichtlich und wirtschaftsgeschichtlich von Bedeutung, Fachwerk-Scheune. Leichte Veränderungen im Erdgeschoss. | 09241579 |
| Direkt Bild zu diesem Denkmal hochladen | Stallgebäude und Scheune eines Bauernhofes                                                           | Höckendorfer Weg 57 (Karte)       | um 1800               | Baugeschichtlich und wirtschaftsgeschichtlich von Bedeutung, Fachwerkbauten. - Stall: Obergeschoss Fachwerk mit Tür, Erdgeschoss massiv, Giebel verschiefert, - Scheune: Mit massivem Giebel von 1905. | 09241580 |
| Direkt Bild zu diesem Denkmal hochladen | Zwei Stallgebäude eines Vierseithofes                                                                | Höckendorfer Weg 58 (Karte)       | um 1800               | Baugeschichtlich und wirtschaftsgeschichtlich von Bedeutung, Fachwerkbauten. Erdgeschoss massiv, Türen im Obergeschoss, gezapfte Verbindungen, ein Giebel verputzt. | 09241581 |
|                                         | Wohnstallhaus, Stallgebäude (mit Oberlaube), Scheune und Seitengebäude (Torhaus) eines Vierseithofes | Höckendorfer Weg 64 (Karte)       | Ende 18. Jahrhundert  | Baugeschichtlich, wirtschaftsgeschichtlich und sozialgeschichtlich von Bedeutung, geschlossen erhaltener und ortsbildprägender Bauernhof, Ensemble von Fachwerkbauten. Stall: Käsekasten an Oberlaube, teilweise geblattete Kopfbänder, sechsjochige Oberlaube, preußische Kappen im Stall. | 09241582 |
| Direkt Bild zu diesem Denkmal hochladen | Wohnstallhaus, Scheune und Torbogen eines Vierseithofes                                              | Höckendorfer Weg 65 (Karte)       | um 1800               | Baugeschichtlich und wirtschaftsgeschichtlich von Bedeutung, Fachwerkbauten. Einbau zu großer Fenster Mai 1992. | 09241583 |
| Direkt Bild zu diesem Denkmal hochladen | Radfahrerdenkmal                                                                                     | Meeraner Straße 164 (bei) (Karte) | 1922 (Kriegerdenkmal) | Gedenkstein für die im Ersten Weltkrieg gefallenen Mitglieder des Sächsischen Radfahrerbundes des Bezirkes Glauchau-Meerane, grob behauener Findling mit neu angefertigter Schrifttafel von ortsgeschichtlichem Wert. 1922 anlässlich des 25-jährigen Jubiläums des Radfahrer-Vereins „Fortuna Gesau“ eingeweiht – Gedenkstein für 33 Mitglieder des Vereins aus dem Bezirk Glauchau-Meerane, 3,20 Meter hoher Findling aus Höckendorfer Sandgrube – originale Schrifttafel nicht erhalten, heute neu angefertigte Schrifttafel nach Fotografie mit Namen der Gefallenen wieder angebracht. | 09247780 |

## Hölzel
| Bild                                    | Bezeichnung                                     | Lage                 | Datierung                          | Beschreibung | ID       |
| --------------------------------------- | ----------------------------------------------- | -------------------- | ---------------------------------- | --- | -------- |
| Direkt Bild zu diesem Denkmal hochladen | Wohnstallhaus (Umgebindehaus) eines Bauernhofes | Seestraße 15 (Karte) | um 1800                            | Baugeschichtlich von Bedeutung, für die Region seltenes Umgebindehaus. Fachwerk-Obergeschoss verschiefert, Erdgeschoss teilweise massiv, Umgebinde erhalten, niedriges Satteldach.                                              | 09242688 |
| Direkt Bild zu diesem Denkmal hochladen | Gasthaus                                        | Seestraße 24 (Karte) | 1930er Jahre, möglicherweise älter | Baugeschichtlich und ortsgeschichtlich von Bedeutung, Bauernschänke des Örtchens Hölzel zwischen Wernsdorf und Glauchau, im Heimatstil der 1930er Jahre in Fachwerkbauweise. Fachwerk-Obergeschoss mit baulichen Veränderungen. | 09242687 |